# ピンク (船)
ピンク（Pink）とは、2種類の異なるタイプを持つ帆船である。
1つは、平底で船尾が狭くなっている小型船で、地中海で使用された貨物船である。名前はイタリア語の「pinco」が語源となっている。大西洋では、船尾の狭いあらゆる船を“ピンク”と呼び、語源はオランダ語の「pincke」であった。
ピンクは多くの積載スペースを持っていたが、通常横帆を持つために遅く、小回りが利かなかった。しかし、他の船と比較して浅瀬では良い操作性を持っており、川の流れに逆流することもできたため、商船や軍艦として水路などでの短期任務に多く用いられた。大衆の予想に反して速く柔軟な船であり、珊瑚礁上を通過できたためこのモデルの船は地中海で広く使われた。また、「ピンク」という名前は、船の障害となる珊瑚を楽々と通過したことから名付けられたのかもしれない。